# Nypa fruticans
Nypa fruticans är en enhjärtbladig växtart som beskrevs av Friedrich von Wurmb. Nypa fruticans ingår i släktet Nypa och familjen Arecaceae. Inga underarter finns listade i Catalogue of Life.

## Bildgalleri

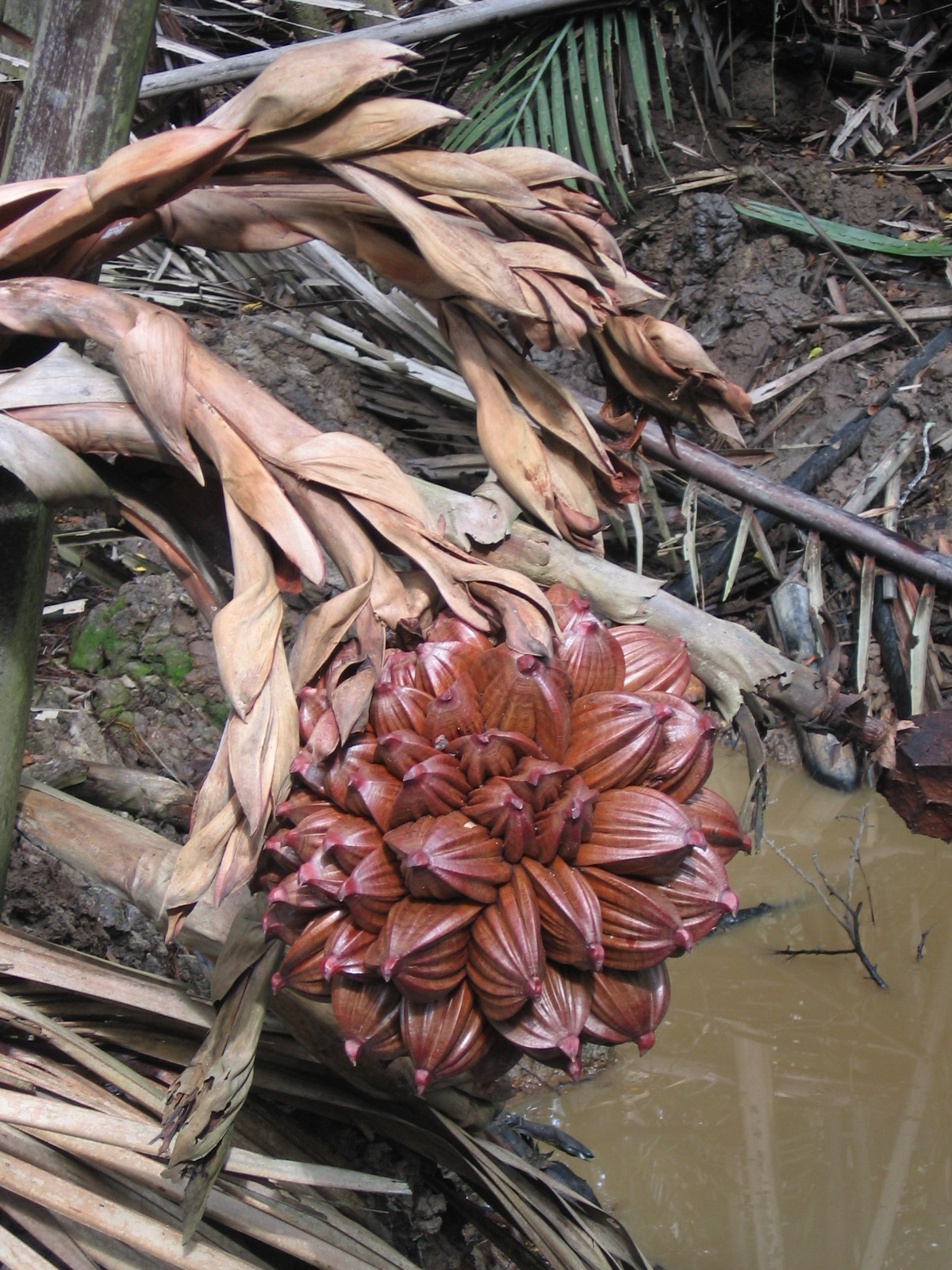